# Павуву
Павуву (англ. Pavuvu) — найбільший з двох основних островів Рассела. Адміністративно входить до складу Центральної провінції Соломонових Островів.

## Географія
Розташований приблизно за 48 км на північний захід від Гуадалканалу. Завдовжки 17 км. Загальна поверхня суші — 120,2 км², повністю покрита плантаціями кокосової пальми.

## Історія
У 1943 році Павуву окуповано американськими військами в ході загального наступу в цьому регіоні. Сліди їхньої присутності на зразок бетонних блоків або великих металевих ангарів досі можна зустріти на острові. Штурму Павуву присвячений 4-й епізод "Ґлостер/Павуву/Баніка" серіалу Тихий Океан.

## Населення
Населення — 1956 осіб (2009), які представляють народність лавукаль, говорять власною мовою лавукалеве. Крім того також застосовується і піджин Соломонових островів. На західній стороні острова є поселення Нукуферо, найбільше на острові, де проживають полінезійські вихідці з провінції Темоту.